# Comuna Kosivka, Volodarka
Kosivka (în ucraineană Косівка) este o comună în raionul Volodarka, regiunea Kiev, Ucraina, formată din satele Horodîșce și Kosivka (reședința).

## Demografie
Componența lingvistică a comunei Kosivka
     Ucraineană (97,83%)
     Rusă (1,83%)
     Alte limbi (0,34%)
Conform recensământului din 2001, majoritatea populației comunei Kosivka era vorbitoare de ucraineană (97,83%), existând în minoritate și vorbitori de rusă (1,83%).